# Paul Abbott (Australianfootballspeler)
Paul Abbott (25 oktober 1964) is een voormalig Australianfootballspeler die speelde voor Hawthorn Football Club en Fitzroy Football Club in de VFL/AFL. Abbott was een veelzijdige speler die zowel gebruikt kon worden op de ruck als key posities. Hij was lid van twee Hawthorn premiership teams en maakte zes doelpunten in hun Grand Final winst in 1988 tegen Melbourne Football Club.
Doordat hij een been brak in het seizoen van 1989 kon hij niet spelen in 1990. In 1991 stapte hij over naar Fitzroy waar hij zijn carrière afsloot.
17. Tuck · 2. Mew · 4. Russo · 7. Ayres · 9. DiPierdomenico · 11. Buckenara · 14. Dear · 15. Morris · 16. Wallace - 19. Dunstall - 22. Loveridge · 23. Brereton · 25. Curran · 26. Eade · 28. Langford · 29. Greene · 30. Schwab · 34. Kennedy · 39. Abbott · 44. Platten
17. Tuck · 2. Mew · 6. Hall · 7. Ayres · 9. DiPierdomenico · 10. Wittman · 11. Buckenara · 14. Dear · 18. Pritchard · 19. Dunstall · 20. Maginness · 23. Brereton · 24. Langford · 29. Greene · 30. Schwab · 34. Kennedy · 35. Morrissey · 39. Abbott · 40. Collins · 44. Platten